# Kid Yugi
Kid Yugi, pseudonimo di Francesco Stasi (Massafra, 14 aprile 2001), è un rapper italiano.

## Biografia
Nel 2019 si è diplomato presso il liceo scientifico D. De Ruggieri della sua città natale, stessa scuola frequentata dal collega MadMan

### Esordi eThe Globe
Francesco Stasi ha iniziato a rappare già dai primi anni dell'adolescenza nel collettivo pugliese SAINTS MOB, che è stato attivo tra il 2018 e il 2021. Il roster musicale era composto da Kid Yugi (ai tempi chiamato Abisso e poi Lil Killua; rapper), Ill Santo (rapper e produttore), Niceboy Balenci (ai tempi Dilemetz; rapper), YanGL (ai tempi Asmod; rapper), UTILE (ai tempi Utile Marco; rapper), Lil Plësto (produttore), VARX (produttore) e Lasaintbruh (produttore). Ne hanno fatto parte anche Ginko (grafico), Alessio Mariano (regista/fotografo), nello art (grafico) e Pharina (fotografo). Il logo del collettivo riprendeva un'iconografia di San Nicola, patrono di Bari e, si può dire, della Puglia in generale. Kid Yugi successivamente Pubblica su Spotify il suo primo singolo ufficiale come Kid Yugi, Grammelot, a febbraio 2022.
Con l'uscita di Grammelot si è fatto notare dall'etichetta discografica Thaurus, con la quale ha pubblicato i singoli Sturm und drang, Kabuki e King Lear. Con il rapper 18k ha pubblicato No Kizzy, inclusa poi nell'album di quest'ultimo. A ottobre 2022 è uscita DEM, in collaborazione con i rapper Tony Boy e Artie 5ive.
A novembre 2022 viene distribuito il suo primo album, The Globe, certificato oro, che ha visto le collaborazioni di Kira, Sosa Priority, Artie5ive e Tony Boy. Il nome dell'album è riferito al teatro di Shakespeare, il Globe Theatre, che era un teatro a cielo aperto, creando secondo Kid Yugi un parallelismo con la vita di strada, che spesso porta a fingere, come nel teatro. Contiene tre brani certificati disco d'oro, ovvero Grammelot, Il filmografo e Il ferro di Čechov.

### 2023–presente: successo commerciale,Quarto di BueeI nomi del diavolo
A febbraio del 2023 ha partecipato al format Real Talk e successivamente ha pubblicato il singolo Minaccia. A maggio ha reso disponibile con il produttore Night Skinny l'EP Quarto di bue. L'EP, certificato disco d'oro, contiene la collaborazione con il rapper Guè Steppers e le tracce disco di platino Sintetico, in collaborazione con Tony Boy, e disco d’oro Porto il commerciale, con Artie 5ive. Sempre nel 2023 ha collaborato come artista ospite negli album Outsider di Nitro, Don Dada di Don Joe e No Stress di Irama e Rkomi. A giugno 2023 è anche presente nell'album di Tedua La Divina Commedia con il brano doppio disco di platino Paradiso artificiale, grazie alla cui strofa si è imposto all'attenzione nazionale.
Il 23 settembre ha aperto il Marrageddon Festival a Milano, con Grammelot, Paradiso artificiale e Sintetico, venendo trasmesso in diretta da Amazon Music e Radio m2o. Nello stesso periodo, è stato coinvolto nell'album collaborativo Cvlt di Salmo e Noyz Narcos, contribuendo alla traccia omonima.
Nel 2024, rispettivamente a gennaio e a febbraio, ha pubblicato i singoli Paganini e L'anticristo, prima dell'uscita, a marzo, del secondo album I nomi del diavolo, che ha debuttato direttamente in testa alla classifica album FIMI settimanale e ha ricevuto la certificazione di disco di platino, con un riscontro positivo anche in televisione, con il TG1 che gli ha dedicato un breve servizio. L'album è inoltre stato inserito al primo posto della classifica di Spotify Top Albums Debut Global, ossia la classifica dei nuovi album più ascoltati dei primi giorni di marzo a livello globale, esclusi gli Stati Uniti d'America. Vi è la partecipazione dei rapper Tony Boy, Artie 5ive, Tedua, Papa V, Noyz Narcos, Ernia, Simba La Rue, Geolier e Sfera Ebbasta e un campionamento del cantante tarantino Fido Guido. I nomi del diavolo, così come il precedente The Globe, è un concept album, in questo caso ispirato, tra i gli altri riferimenti, al romanzo di William Golding Il signore delle mosche.
Il 4 aprile Kid Yugi è figurato come artista ospite nel terzo album del produttore Mace, Māyā, prendendo parte al brano Tutto fuori controllo insieme a Franco126 e Izi. In seguito è comparso anche negli album Milano Angels di Shiva e Locura di Lazza, pubblicati a settembre. Il 1º novembre pubblica la versione deluxe del suo ultimo album, intitolata Tutti i nomi del diavolo, preceduta dall'uscita del singolo Donna. L'album aggiunge 6 tracce alle precedenti già presenti nell'album I nomi del diavolo. Esse sono: 6sei6, in collaborazione con Massimo Pericolo, Donna, S.X.S.I.C, remake di S.I.C. di Bassi Maestro, Loki e Modalità demonio e Diablo (in collaborazione con Glocky), assieme alla versione originale, senza la strofa di Sfera Ebbasta, di Ex angelo.
Nel 2025 prende parte all'album Fame di Jake La Furia con la traccia Viagra e successivamente collabora con il rapper pugliese Rrari dal Tacco nel singolo Bianca.

## Temi
Il rap di Kid Yugi si contraddistingue per frequenti riferimenti a teatro, cinema e letteratura. Fra i temi ricorrenti nei suoi testi, la denuncia delle morti causate dall'Ilva di Taranto  e quella dello spaccio di droga.

## Discografia

### Album in studio
- 2022 – The Globe
- 2024 – I nomi del diavolo

### EP
- 2023 – EP 5/3 (Real Talk)
- 2023 – Quarto di bue (con Night Skinny)

### Singoli

#### Come artista principale
- 2020 – Yung 3P 2 (con i Saints Mob)
- 2021 – Hal 9000 (con i Saints Mob)
- 2022 – Grammelot
- 2022 – Sturm und drang
- 2022 – Kabuki
- 2022 – King Lear (feat. Sosa Priority)
- 2022 – DEM (feat. Artie 5ive e Tony Boy)
- 2023 – Minaccia
- 2023 – Quarto di bue (con Night Skinny)
- 2023 – Massafghanistan (con Night Skinny)
- 2024 – Paganini
- 2024 – L'anticristo
- 2024 – Eva (feat. Tedua)
- 2024 – 64 barre da censura (Red Bull 64 Bars)
- 2024 – Donna
- 2025 – Bianca (con Rrari dal Tacco)

#### Come artista ospite
- 2022 – No Kizzy (18k feat. Kid Yugi)
- 2023 – Barbecue & Bacon (Fady feat. Kid Yugi)
- 2023 – Ottocento (Young Hash feat. Kid Yugi)
- 2023 – Players Club '23 (Knights of the Posse) (Night Skinny feat. Nerissima Serpe, Artie 5ive, Tony Boy, Papa V, Low Red, Digital Astro e Kid Yugi)
- 2023 – Culto Boy (Cancun feat. Kid Yugi)
- 2023 – 100mila (Rasty Kilo feat. Tony Boy e Kid Yugi)
- 2023 – Non ne vali la pena (Rrari dal Tacco feat. Kid Yugi)
- 2024 – Lucky Luciano (Cancun feat. Emis Killa e Kid Yugi)
- 2024 – Players Club '24 (Night Skinny feat. Low-Red, Tony Boy, Papa V, Nerissima Serpe, Artie 5ive, Kid Yugi e Astro)
- 2025 – Pietà (Artie 5ive feat. Kid Yugi)

### Collaborazioni
- 2021 – Intro (Goblin feat. Kid Yugi)
- 2022 – Cagoule (AJ AJ feat. Lil Parta e Kid Yugi)
- 2022 – Monopolio (TY1 feat. Kid Yugi e Nerissima Serpe)
- 2023 – The Man (Come 50) (Kira feat. Depha Beat e Kid Yugi)
- 2023 – Mogio (18k feat. Kid Yugi)
- 2023 – Fangoria (Nitro feat. Kid Yugi)
- 2023 – Die Young (Don Joe feat. Vale Pain e Kid Yugi)
- 2023 – Sacrificio (Artie 5ive feat. Kid Yugi)
- 2023 – Paradiso artificiale (Tedua feat. Baby Gang e Kid Yugi)
- 2023 – Business (Tony Boy feat. Kid Yugi)
- 2023 – Figlio unico (Irama e Rkomi feat. Kid Yugi e Ernia)
- 2023 – Cvlt (Salmo e Noyz Narcos feat. Kid Yugi)
- 2023 – No pit stop (Nerissima Serpe feat. Kid Yugi)
- 2023 – Tech Pack (Don Pero feat. Kid Yugi)
- 2024 – Tutto fuori controllo (Mace feat. Franco126, Izi e Kid Yugi)
- 2024 – Tarantella (Mikush feat. Kid Yugi e Rrari dal Tacco)
- 2024 – 1234 Posse (Kiid, Sadturs feat. Faneto, Artie 5ive, Astro, Niky Savage, Lito, Low-Red, Rrari dal Tacco e Kid Yugi)
- 2024 – Gotham (Shiva feat. Kid Yugi)
- 2024 – Mezze verità (Lazza feat. Kid Yugi)
- 2024 – Entro nel posto (Night Skinny feat. Tony Boy, Kid Yugi e Capo Plaza)
- 2024 – Divido cose (Night Skinny feat. Paky e Kid Yugi)
- 2024 – Southside (Lele Blade feat. Kid Yugi)
- 2024 – Pezzi da 100 (Tony Effe feat. Kid Yugi)
- 2024 – Nn so se (Tony Boy feat. Kid Yugi)
- 2025 – Viagra (Jake La Furia feat. Kid Yugi)
- 2025 – Altezza cielo (Bresh feat. Kid Yugi)